# Pere Carbonell Amengual
Pere Carbonell Amengual (Palma, 1969) és un pescador de pesca submarina mallorquí campió del món individual els anys 1996, 2000 i 2002. Fill de Sebastià Carbonell i nebot de Josep Amengual, dues grans llegendes de la pesca submarina.
El 1988, al campionat de les Balears, va tenir un accident de descompressió pescant a gran ritme entre 25 i 32 metres. Va trigar anys a superar-ho, i encara avui conserva la prudència. A partir de llavors, i durant molts anys, no va sobrepassar la barrera psicològica dels 30 metres. Anteriorment, aquest mateix any, va tenir un ensurt treballant amb un nero a - 32 metres.
Ha estat campió d'Espanya en vuit ocasions (1990, 1992, 1996, 1998, 2000, 2001, 2002 i 2005), campió d'Europa el 1990, el 1999 i el 2009 i campió del Món els anys 1996, 2000 i 2002.
Pere està casat i té dos fills: Sebastià i Inés Carbonell.